# Erlend Caspersen
Pour les articles homonymes, voir Caspersen.
Erlend Caspersen est un bassiste norvégien de death metal né en 1982. Il joue actuellement dans The Allseeing I et Spawn of Possession. Il a également été bassiste de session pour 'Vile, Decrepit Birth,Deeds of Flesh, Incinerate ou encore Emeth.
Il fut aussi l'un des membres fondateurs de Blood Red Throne.

## Discographie (incomplète)
- Blood Red Throne - Monument of Death
- Blood Red Throne - Affiliated with the Suffering
- Blood Red Throne - Altered Genesis
- Blood Red Throne - Come Death
- Blood Red Throne - Souls of Damnation
- Emeth - Telesis
- The Allseeing I - Brutalunacy (demo)
- The Allseeing I - Avatara (demo)
- The Allseeing I - JagannÂtha (demo)
- The Allseeing I - Holodemiurgia
- Dismal Euphony - Python Zer
- Deeds of Flesh - Of What's To Come
- Incinerate - Anatomize